# Binche-Chimay-Binche 2014
De 27e editie van de wielerwedstrijd Binche-Chimay-Binche werd gehouden op 7 oktober 2014. De wedstrijd startte en eindigde in Binche. De wedstrijd maakte deel uit van de UCI Europe Tour 2014, in de categorie 1.1. In 2013 won de Zuid-Afrikaan Reinardt Janse van Rensburg. Deze editie werd gewonnen door de Tsjech Zdeněk Štybar.

## Deelnemende ploegen
| WorldTour               | ProContinentaal              | Continentaal                  |
| ----------------------- | ---------------------------- | ----------------------------- |
| Lotto-Belisol           | Topsport Vlaanderen-Baloise  | Color Code-Biowanze           |
| Omega Pharma-Quick-Step | Wanty-Groupe Gobert          | Josan-To Win                  |
| AG2R La Mondiale        | Bretagne-Séché Environnement | T.Palm-Pôle                   |
| Belkin                  | Cofidis                      | Vastgoedservice-Golden Palace |
| BMC Racing Team         |                              | Veranclassic-Doltcini         |
| Europcar                |                              | Vérandas Willems              |
| Giant-Shimano           |                              | Wallonie-Bruxelles            |

## Uitslag
| Plaats  | Naam                | Ploeg                         | Tijd     |
| ------- | ------------------- | ----------------------------- | -------- |
| Winnaar | Zdeněk Štybar       | Omega Pharma-Quick-Step       | 4u25'17" |
| 2       | John Degenkolb      | Giant-Shimano                 | + 2"     |
| 3       | Jens Debusschere    | Lotto-Belisol                 | z.t.     |
| 4       | Greg Van Avermaet   | BMC Racing Team               | z.t.     |
| 5       | Sep Vanmarcke       | Belkin                        | + 4"     |
| 6       | Oliver Naesen       | Lotto-Belisol                 | z.t.     |
| 7       | Jonas Van Genechten | Lotto-Belisol                 | + 5"     |
| 8       | Tiesj Benoot        | Lotto-Belisol                 | + 6"     |
| 9       | Michael Van Staeyen | Topsport Vlaanderen-Baloise   | + 7"     |
| 10      | Jempy Drucker       | Wanty-Groupe Gobert           | z.t.     |
| 11      | Adrien Petit        | Cofidis                       | z.t.     |
| 12      | Antoine Demoitié    | Wallonie-Bruxelles            | + 12"    |
| 13      | Jos van Emden       | Belkin                        | z.t.     |
| 14      | Christophe Laporte  | Cofidis                       | z.t.     |
| 15      | Romain Zingle       | Cofidis                       | z.t.     |
| 16      | Taruia Krainer      | Europcar                      | z.t.     |
| 17      | Tom Van Asbroeck    | Topsport Vlaanderen-Baloise   | z.t.     |
| 18      | Hugo Houle          | AG2R La Mondiale              | z.t.     |
| 19      | Sander Cordeel      | Vastgoedservice-Golden Palace | z.t.     |
| 20      | Gaëtan Bille        | Vérandas Willems              | z.t.     |

## UCI Europe Tour
In deze Binche-Chimay-Binche waren punten te verdienen voor de ranking in de UCI Europe Tour 2014. Enkel renners die uitkwamen voor een (pro-)continentale ploeg, maakten aanspraak om punten te verdienen.
| Positie | 1e | 2e | 3e | 4e | 5e | 6e | 7e | 8e | 9e | 10e | 11e | 12e |
| Punten  | 80 | 56 | 32 | 24 | 20 | 16 | 12 | 8  | 7  | 6   | 5   | 3   |

Etappewedstrijden

 Ster van Bessèges ·
 Ronde van de Middellandse Zee ·
 Ruta del Sol ·
 Ronde van de Algarve ·
 Ronde van de Haut-Var ·
 Driedaagse van West-Vlaanderen ·
 Internationale Wielerweek ·
 Internationaal Wegcriterium ·
 Driedaagse van De Panne-Koksijde ·
 Ronde van de Sarthe ·
 Ronde van Trentino ·
 Ronde van Turkije ·
 Vierdaagse van Duinkerke ·
 Ronde van Azerbeidzjan ·
 Szlakiem Grodów Piastowskich ·
 Ronde van Castilië en León ·
 Ronde van Picardië ·
 Ronde van Noorwegen ·
 World Ports Classic ·
 Ronde van Beieren ·
 Ronde van België ·
 Tour des Fjords ·
 Ronde van Estland ·
 Ronde van Luxemburg ·
 Boucles de la Mayenne ·
 Ster ZLM Toer ·
 Ronde van Slovenië ·
 Route du Sud ·
 Ronde van Oostenrijk ·
 Sibiu Cycling Tour ·
 Ronde van Wallonië ·
 Ronde van Portugal ·
 Ronde van Denemarken ·
 Ronde van de Ain ·
 Ronde van Burgos ·
 Arctic Race of Norway ·
 Ronde van de Limousin ·
 Ronde van Poitou-Charentes ·
 Ronde van Groot-Brittannië ·
 Ronde van Gévaudan Languedoc-Roussillon ·
 Eurométropole Tour
Eendaagse wedstrijden

 GP La Marseillaise ·
 Grote Prijs van de Etruskische Kust ·
 Trofeo Palma ·
 Trofeo Ses Salines ·
 Trofeo Serra de Tramuntana ·
 Trofeo Platja de Muro ·
 Trofeo Laigueglia ·
 Ronde van Murcia ·
 Omloop Het Nieuwsblad ·
 Classic Sud Ardèche ·
 GP Lugano ·
 Clásica de Almería ·
 Kuurne-Brussel-Kuurne ·
 La Drôme Classic ·
 Le Samyn ·
 GP Città di Camaiore ·
 Strade Bianche ·
 Roma Maxima ·
 Ronde van Drenthe ·
 Dwars door Drenthe ·
 Nokere Koerse ·
 GP Nobili Rubinetterie ·
 Handzame Classic ·
 Classic Loire-Atlantique ·
 Grote Prijs van Cholet-Pays de Loire ·
 Dwars door Vlaanderen ·
 Route Adélie de Vitré ·
 Volta Limburg Classic ·
 Grote Prijs Miguel Indurain ·
 Ronde van La Rioja ·
 Scheldeprijs ·
 GP Cerami ·
 Klasika Primavera ·
 Parijs-Camembert ·
 Brabantse Pijl ·
 GP Denain ·
 Ronde van de Finistère ·
 Tro Bro Léon ·
 Ronde van Keulen ·
 La Roue Tourangelle ·
 Rund um den Finanzplatz Eschborn-Frankfurt ·
 Ronde van de Somme ·
 ProRace Berlin ·
 Grote Prijs van Plumelec ·
 Boucles de l'Aulne ·
 Ronde van Zeeland Seaports ·
 GP Kanton Aargau ·
 Ronde van Limburg ·
 Ronde van de Apennijnen ·
 Halle-Ingooigem ·
 Prueba Villafranca de Ordizia ·
 GP Industria & Artigianato-Larciano ·
 Ronde van Toscane ·
 Circuito de Getxo ·
 Polynormande ·
 RideLondon Classic ·
 GP Stad Zottegem ·
 Arnhem-Veenendaal Classic ·
 Châteauroux Classic de l'Indre ·
 Druivenkoers Overijse ·
 Brussels Cycling Classic ·
 GP Fourmies ·
 Ronde van de Doubs ·
 GP Jef Scherens ·
 Coppa Bernocchi ·
 GP van Wallonië ·
 Coppa Agostoni ·
 Ronde van de Drie Valleien ·
 Kampioenschap van Vlaanderen ·
 Grote Prijs Impanis-Van Petegem ·
 Memorial Marco Pantani ·
 GP Industria & Commercio di Prato ·
 GP van Isbergues ·
 Omloop van het Houtland ·
 Duo Normand ·
 Milaan-Turijn ·
 Ronde van het Münsterland ·
 Ronde van de Vendée ·
 Binche-Chimay-Binche ·
 Coppa Sabatini ·
 Parijs-Bourges ·
 Ronde van Emilia ·
 Parijs-Tours ·
 GP Beghelli ·
 Nationale Sluitingsprijs ·
 Chrono des Nations
Mannen: 1911 · 1912 · 1913-1921 · 1922 · 1923 · 1924 · 1925 · 1926 · 1927 · 1928 · 1929 · 1930 · 1931-1983 · 1984 · 1985 · 1986 · 1987 · 1988 · 1989 · 1990 · 1991 · 1992 · 1993 · 1994 · 1995 · 1996 · 1996-2009 · 2010 · 2011 · 2012 · 2013 · 2014 · 2015 · 2016 · 2017 · 2018 · 2019 · 2020 · 2021 · 2022 · 2023 · 2024 · 2025
Vrouwen: 2021 · 2022 · 2023 · 2024 · 2025